# A.C. Milan (zespół Superleague Formula)

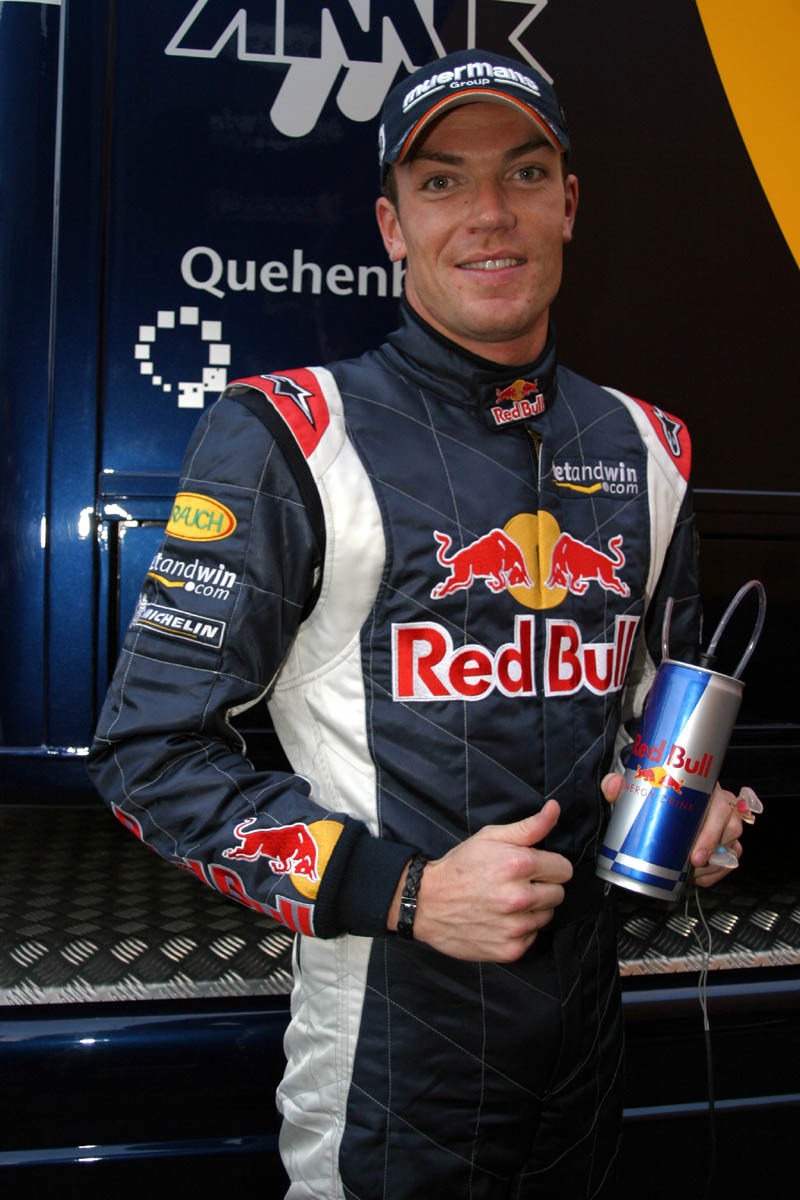
Robert Doornbos – kierowca reprezentujący A.C. Milan w 2008

A.C. Milan – włoski zespół wyścigowy reprezentujący klub piłkarski o tej samej nazwie w wyścigach Superleague Formula.

## Rok 2008
- Skład zespołu:
  - Kierowca wyścigowy: Robert Doornbos
  - Kierowcy testowi: Giambattista Giannoccaro, Edoardo Mortara

### Klasyfikacja generalna
| Poz. | Punkty |
| ---- | ------ |
| 3.   | 335    |

### Wyniki w wyścigach
| Data            | Tor                          | Poz. (1. wyścig)   | Pkt. (1. wyścig) | Poz. (2. wyścig)   | Pkt. (2. wyścig) |
| --------------- | ---------------------------- | ------------------ | ---------------- | ------------------ | ---------------- |
| 31 sierpnia     | Donington Park               | 17. (nie ukończył) | 6                | nie wystartował    | -                |
| 21 września     | Nürburgring                  | 1.                 | 50               | 6.                 | 29               |
| 5 października  | Circuit Zolder               | 18. (nie ukończył) | 5                | 4.                 | 36               |
| 19 października | Autódromo do Estoril         | 2.                 | 45               | 2.                 | 45               |
| 2 listopada     | ACI Vallelunga Circuit       | 2.                 | 45               | 17. (nie ukończył) | 6                |
| 23 listopada    | Circuito Permanente de Jerez | 1.                 | 50               | 10.                | 18               |

- Pole position:
  - 21 września, Nürburgring, 1. wyścig